# Форстер, Генрих
Генрих Георг Форстер (нем. Heinrich Georg Forster; 14 января 1897, Лангенальтхайм, Германская империя — 25 октября 1955, Ханау, ФРГ) — гауптштурмфюрер СС, шуцхафтлагерфюрер концлагеря Заксенхаузен.

## Биография
Генрих Форстер родился 14 января 1897 года в семье каменщика. После посещения народной школы работал в сельским и лесным хозяйством. Во время Первой мировой войны служил в военно-морском флоте и вскоре получил несколько наград . После окончания войны работал на железной дороге в Шверине, где познакомился со своей женой, в браке с которой родилось двое детей. Впоследствии стал владельцем табачной компании и два года работал в трамвайной службы в берлинской транспортной кампании. Осенью 1931 года стал безработным.
1 декабря 1931 года вступил в НСДАП (билет № 829889) и в том же месяце был зачислен в ряды СС (№ 36647). В мае 1933 года получил должность администратора лесного кладбища в районе Райниккендорф. В августе 1938 года поступил на службу в комендатуру концлагеря Заксенхаузен. Изначально занимал пост руководителя отдела почты. С мая 1940 по август 1942 года был шуцхафтлагерфюрером в концлагере Заксенхаузен. Осенью 1941 года организовал массовое убийство советских военнопленных. С конца 1942 и до середины 1943 года был начальником сублагеря Дрютте концлагеря Нойенгамме. Впоследствии Форстер стал начальником лагеря Шауляй концлагеря Каунас. С января по июль 1944 года был шуцхафтлагерфюрером в концлагере Дора-Миттельбау. С конца июля по сентябрь 1944 года был начальником комплекса Кауферинг, филиала концлагеря Дахау, а также был начальником сублагеря Херсбрукк концлагеря Флоссенбюрг. В конце войны Форстер был призван на фронт и служил в составе 18-го запасного моторизованного батальона СС.
После войны Форстер скрылся и незаметно жил в Гессене под псевдонимом Ганс Райх. Умер в октябре 1955 года в больнице Ханау в результате несчастного случая на велосипеде.